# Vidrek
Vidrek est une localité du comté de Nordland, en Norvège.

## Géographie
Administrativement, Vidrek fait partie de la kommune de Narvik.